# Moratorium (Broadcasts from the Interruption)
Moratorium (Broadcasts from the Interruption) è una raccolta del gruppo musicale britannico Enter Shikari, pubblicata il 16 aprile 2021.

## Descrizione
L'album, pubblicato a sorpresa, è una raccolta di brani eseguiti dai componenti del gruppo dalle rispettive abitazioni (fatta eccezione per due brani registrati in un bosco in North London), in presa diretta o registrati separatamente e successivamente prodotti dal cantante Rou Reynolds, nel periodo della pandemia di COVID-19 nel 2020 e nel 2021. Tra questi figura una cover di "Heroes" di David Bowie, registrata e prodotta da Rou Reynolds. Le tracce 1, 3, 5, 10, 11, 13 e 14 sono altresì eseguite e registrate dal solo Reynolds.
Inizialmente pubblicato in formato digitale, le versioni in CD e in vinile sono state distribuite nel giugno 2021 sia singolarmente in edizione limitata che all'interno della riedizione del sesto album del gruppo, Nothing Is True & Everything Is Possible.

## Tracce
Testi di Rou Reynolds e musiche degli Enter Shikari, eccetto dove indicato.
1. The Dreamer's Hotel (Acoustic Alternative Version) – 3:48
2. Rat Race (Live at Home) – 3:25
3. Stop the Clocks (Acoustic - Live at Home) – 3:42
4. Crossing the Rubicon (Live at Home) – 3:18
5. Live Outside (Acoustic - Live at Home) – 3:21 – assente nelle edizioni fisiche
6. Heroes (Acoustic) – 4:26 (David Bowie, Brian Eno)
7. The Great Unknown (Live at Home) – 3:26
8. Satellites (Live at Home) – 3:45
9. Stop the Clocks (Live at Home) – 4:26
10. T.I.N.A. (Acoustic - Live at Home) – 3:46
11. Torn Apart (Acoustic - Live at Home) – 4:25 – assente nelle edizioni fisiche
12. Warm Smiles Do Not Make You Welcome Here (Live at Home) – 4:23
13. Live Outside (Solo Electric - Live from the Woods) – 3:44
14. The Pressure's On (Solo Electric - Live from the Woods) – 3:30
15. Anaesthetist (Live at Home) – 2:53
16. The Dreamer's Hotel (Live at Home) – 2:54

## Formazione
- Rou Reynolds – voce, tastiera, sintetizzatore, tromba, chitarra acustica ed elettrica, arrangiamenti orchestrali
- Rory Clewlow – chitarra elettrica, voce secondaria
- Chris Batten – basso, tastiera, voce secondaria
- Rob Rolfe – batteria elettronica, cori

## Classifiche
| Classifica (2021)          | Posizione massima |
| -------------------------- | ----------------- |
| Regno Unito (independent)  | 5                 |
| Regno Unito (rock & metal) | 6                 |